# Нонетт-Орсоннетт
Нонетт-Орсоннетт (фр. Nonette-Orsonnette) — муніципалітет у Франції, у регіоні Овернь-Рона-Альпи, департамент Пюї-де-Дом. Нонетт-Орсоннетт утворено 1 січня 2016 року шляхом злиття муніципалітетів Нонетт i Орсоннетт. Адміністративним центром муніципалітету є Нонетт. Населення — 605 осіб (01.01.2021).